# Kruimeltje (boek)
Kruimeltje is een jeugdboek uit 1923 van de Nederlandse schrijver Chris van Abkoude. Het gaat over een tienjarig jongetje, dat na veel tegenslagen uiteindelijk zijn ouders weer terugvindt. Het boek is vele malen herdrukt en behoort samen met de Pietje Bell-verhalen tot Van Abkoudes bekendste werk.

## Het verhaal
Harry Volker, beter bekend als Kruimeltje, is een tienjarige jongen in het Rotterdam van 1916. Hij is zonder ouders opgegroeid en wordt verzorgd door vrouw Koster. Zij is een humeurige en hardvochtige vrouw die bovendien aan de drank is en Kruimeltje regelmatig eropuit stuurt om geld voor haar te verdienen. Toch maakt Kruimeltje vaak lol door te sleeën met zijn vriendjes of stiekem zonder te betalen naar de bioscoop te gaan. Wanneer hij weer eens door vrouw Koster in een dronken bui op straat is gegooid, overnacht hij in een oude kist bij een kruidenier, waar hij een hond vindt. Deze hond noemt hij Moor en Moor wordt Kruimeltjes kameraad, hoewel vrouw Koster het maar een vies beest vindt. Verder leert hij ook de kruidenier, meneer Wilkes, kennen. Hij en Moor komen regelmatig voor wat te eten en een praatje bij hem.
Op een dag valt vrouw Koster van de trap als ze een zak kolen haalt en ze breekt haar rug. Op haar sterfbed vraagt ze Kruimeltje om vergeving voor de slechte behandeling. Kruimeltje heeft van zijn kant enorme spijt dat hij de kolen niet zelf heeft gehaald. Vrouw Koster geeft Kruimeltje een enveloppe, die pas geopend mocht worden bij haar dood. De enveloppe bevat een medaillon met daarin de foto's van Kruimeltjes vader en moeder: Harry Volker en Lize van Dien. Kruimeltje heeft veel verdriet om zijn stiefmoeder, hoe slecht ze hem ook altijd heeft behandeld. Hij heeft het gevoel dat hij nu helemaal alleen in de wereld staat.
Wilkes wil Kruimeltje nu adopteren en naar school sturen. Er gaat een schok door Wilkes heen als hij het medaillon ziet: hij kent Harrie Volker, met wie hij vroeger in Amerika naar goud heeft gezocht. Hij wil hem zoeken om zo tevens Kruimeltje met zijn vader te herenigen, maar dan slaat het noodlot opnieuw toe. De winkel van Wilkes brandt die nacht af en tijdens het nachtelijk bluswerk loopt Wilkes een zware longontsteking op. Hij moet langdurig in het ziekenhuis herstellen en Kruimeltje is nu een echt straatkind geworden. In de ijskoude Kerstnacht worden Kruimeltje en Moor door de koster de kerk uitgezet en ze vriezen beiden bijna dood. Ze worden net op tijd door een politieagent gevonden.
De politie brengt Kruimeltje naar een 'Gesticht voor onverzorgde kinderen', geleid door Vader Keyzer. Dit is een autoritaire strenge man, die geen tegenspraak duldt en er niet voor terugdeinst kinderen slaag te geven. Slechts een van de kinderen in het gesticht heeft het goed, omdat er voor hem betaald wordt. Bovendien staat Vader Keyzer geen honden toe en Moor wordt daarom naar het asiel gebracht, waar honden na drie dagen worden vergast als niemand ze komt halen. Kruimeltje en hij hebben al direct een hevige hekel aan elkaar, en al na de eerste dag loopt Kruimeltje weg.
Hij redt Moor uit het asiel en ze vatten opnieuw hun zwervende leven op, totdat Wilkes terugkomt uit het ziekenhuis. Wilkes stuurt Kruimeltje naar school, waar hij het al snel goed kan vinden met zijn nieuwe onderwijzer, meester Leentvaar. Het knaagt echter aan Wilkes dat hij Harrie is kwijtgeraakt, en hij plant dan ook een nieuwe tocht naar Amerika om Harrie te zoeken. Omdat niemand voor Kruimeltje kan zorgen tijdens Wilkes' afwezigheid zal hij terug moeten naar het gesticht, al is het tijdelijk.
Terug in het gesticht blijkt het nog steeds niet te boteren tussen Kruimeltje en Vader Keyzer. Vader Keyzer is gewend om blindelings te worden gehoorzaamd en hij kan er dus niet tegen dat Kruimeltje eerlijk voor zichzelf en anderen opkomt en daarbij ook nog eens vaak gelijk krijgt. De antipathie ontaardt in een persoonlijke vete tussen de twee. Uiteindelijk weet Vader Keyzer Kruimeltje valselijk te beschuldigen van diefstal tegenover meester Leentvaar, door zijn eigen beurs onder Kruimeltjes bed te leggen en te doen alsof Kruimeltje deze gestolen heeft. Wanneer meester Leentvaar bij het presenteren van het 'bewijs' Vader Keyzer blijkt te geloven, loopt Kruimeltje woedend weg. Opnieuw keert hij terug naar het leven op straat. Wanneer Vader Keyzer erachter komt dat een ander jongetje, Spijker, heeft gezien dat hij het 'bewijs' fingeerde, mishandelt Vader Keyzer hem zwaar en dreigt hem dood te slaan als Spijker iets vertelt.
Op een dag wordt Kruimeltje, na het illegaal bijwonen van een voorstelling van de beroemde pianospeelster Vera Di Borboni, door de auto van de vedette zelf aangereden. Vera neemt Kruimeltje en Moor in huis en verzorgt hen. Naar het gesticht hoeft Kruimeltje niet meer terug. Vader Keyzer is inmiddels opgepakt wegens de slechte behandeling van de kinderen, die bij betere pleegouders worden ondergebracht. Vera Di Borboni, die eigenlijk Lize van Dien heet, ontdekt uiteindelijk het medaillon met de foto's van Kruimeltjes ouders, oftewel die van haarzelf en haar vroegere man Harry. Ze besluit nog even niets te vertellen. Wanneer Kruimeltje opknapt groeit hun onderlinge band. Dan biecht ze aan hem op dat zij en Harry in bittere armoede leefden. Harry vertrok naar Amerika en kwam maar niet terug, waarop Vera zich uiteindelijk gedwongen zag om haar kind af te staan aan vrouw Koster en zelf te gaan werken. Inmiddels is ze succesvol en rijk, maar ze is al die tijd ongelukkig geweest omdat ze ieder spoor van haar zoon was verloren. Ze is heel blij dat ze haar zoon nu terug heeft. Kruimeltje van zijn kant heeft zijn moeder zijn hele leven gehaat omdat ze hem meteen na zijn geboorte in de steek heeft gelaten. Nu hij de waarheid kent, is ook hij zielsgelukkig.
Enkele weken later komt Wilkes terug uit Amerika samen met Kruimeltjes vader. Hij heeft de bandiet Lefty uitgeschakeld met wie hij het vroeger al aan de stok had, en daarvoor is hij rijkelijk beloond. Eindelijk heeft Kruimeltje nu dus zijn vader én moeder terug. Hij krijgt ook een brief van meester Leentvaar die inmiddels achter de waarheid is gekomen en zich diep verontschuldigt.

## Inconsequentie
Aan het begin van het verhaal wordt de trouwakte van Kruimeltjes ouders aangehaald, waarin staat "[...]dat Harry Volker op den Veertiende Augustus 1910 gehuwd was met Gerda van Dien". Waarom Kruimeltjes moeder verderop in het verhaal zichzelf dan Lize noemt, wordt nergens duidelijk.

## Kleine aanpassingen in het verhaal
In de eerdere versies van het verhaal wordt Lefty door Wilkes doodgeschoten. Bij latere herdrukken is dit stuk minder gewelddadig gemaakt en wordt Lefty niet door zijn hoofd, maar in zijn schouder geschoten.

## Bewerkingen
Dick Matena maakte van het verhaal een stripversie, die eind jaren '80 in de Donald Duck verscheen. Van het boek bestaan tevens een film en een musical.